# Château de Modave
Le château de Modave appelé aussi château des Comtes de Marchin est un château de la commune belge de Modave situé au sud de Huy et de la vallée de la Meuse en province de Liège.

## Histoire
C’est en surplomb du Hoyoux, un affluent de la Meuse, que s’élève le château de Modave, un des rares exemples dans la région liégeoise d’un style qui évoque parfaitement l’architecture française du XVIIe siècle. 
La famille de Modave, originaire de la terre dont elle porte le nom, a possédé la terre et la forteresse du XIIIe siècle au milieu du XVIe siècle. Par héritage, la seigneurie passa dans les mains de la famille de Saint-Fontaine qui, le 20 janvier 1642, la vendit au comte Jean de Marchin pour son fils Jean-Gaspard.
À l’époque, le château, dont la première construction remonte au XIIIe siècle, avait déjà perdu un peu l’aspect féodal que lui donnait un vaste donjon protégé par des fossés, des murs d’enceinte et des tours. À partir de 1655 mais surtout de 1657, Jean-Gaspard le restaura et entreprit une reconstruction qui s’inspirait de la grande architecture française du début du règne de Louis XIV.
Plus tard, le château devint propriété du prince-évêque Maximilien-Henri de Bavière, qui le céda au cardinal Guillaume-Egon de Furstenberg. 
Ensuite Arnold de Ville en prit possession. Par sa fille le château fut transmis à Anne Léon Ier de Montmorency-Fosseux, chef de nom et d'armes de l'illustre famille française des Montmorency.
Après la noblesse d’épée et de goupillon, ce sont les capitaines d’industrie liégeois (les Lamarche et les Braconier) qui ont occupé Modave. Aujourd’hui, le château appartient à la Compagnie Intercommunale Bruxelloise des Eaux (Vivaqua) qui exploite en sous-sol des captages d’eau mais valorise parfaitement ce patrimoine exceptionnel et en permet l’accès au public.

## Description
Lorsqu’on arrive à Modave, on se trouve devant une muraille qui évoque bien l’enceinte d’une ancienne place forte. Mais des fenêtres ont été percées, les deux ponts-levis et le donjon ont disparu. Au-dessus du portail, on peut voir, entourant le barbeau que l’on retrouve sur toutes les armes des de Marchin, la devise bien britannique « Honni soit qui mal y pense » : Jean-Gaspard Ferdinand de Marchin avait été fait chevalier de l’Ordre de la Jarretière par le roi Charles II.

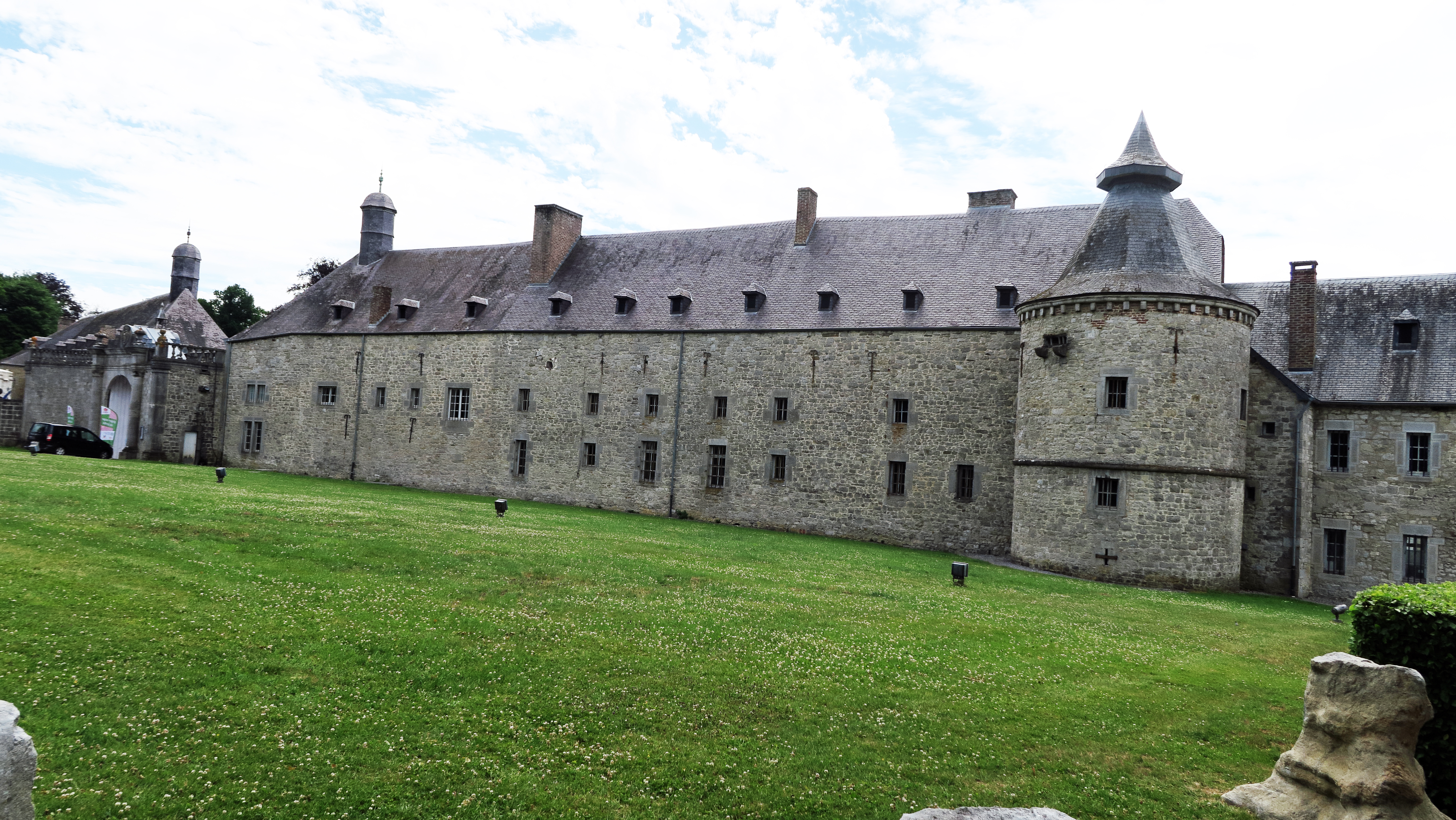
Mur d'enceinte du château de Modave

Une fois franchi le portail, on découvre un superbe château du XVIIe siècle précédé d’une cour d’honneur avec bassin et jets d’eau. Par un petit pont qui enjambe les fossés, on entre dans une demeure toujours parfaitement décorée et bien meublée. La grande salle des gardes est stupéfiante. Au plafond, tout l’arbre généalogique du comte Jean-Gaspard de Marchin est établi en relief sur cinq générations. Le comte et trois autres chevaliers sont représentés à cheval, avec armure, bouclier, armes, heaume et panache grandeur quasi nature, en ronde-bosse, vus de profil. La visite est passionnante. On découvre les traces du grand siècle, qui fut celui du comte Jean-Gaspard de Marchin et celles de la Révolution industrielle des XVIIIe et XIXe siècles. On passe du salon d’Hercule dans la grande salle à manger avec le magnifique service en porcelaine de Gien qui compte plus de 1 130 pièces, le salon des gobelins, le fumoir qui témoigne du mode de vie des grands bourgeois liégeois, les chambres dont celle du baron de Montmorency qui, faisant fi de toute modestie, avait voulu lui donner une allure royale avec le lit dans une alcôve surélevée et séparée du reste de la chambre par une balustrade. Et puis la petite salle de bain dont la baignoire baptisée « le trou » a été percée à même le rocher sur lequel le château est bâti. La chapelle reconstruite après la Révolution n'est plus utilisée aujourd'hui. Et dans les sous-sols, des caves à vin ont été aménagées dans les anciens cachots.

## Machine de Modave
Une première machine destinée à remonter l'eau du Hoyoux pour les besoins du château et les fontaines du jardin fut construite vers 1668 lors de la restauration du château par Jean Gaspard de Marchin après l'incendie de 1651.  Elle est attribuée au charpentier liégeois Rennequin Sualem et a inspiré la Machine de Marly à Versailles.  Elle élevait les eaux du Hoyoux sur une cinquantaine de mètres, ce qui était une performance à l'époque. Elle comprenait une seule roue, deux manivelles et deux fois quatre pompes. L'unique conduite étant vraisemblablement en bois, elle avait déjà disparu lorsqu'elle fut reconstruite entre 1706 et 1720 par le baron Arnold de Ville.  Il existe encore aujourd'hui une machine datant du XIXe siècle, dont le piston est mu par un roue à aubes de près de 6 mètres de diamètre et 1,80 mètre de large.  Cette installation fonctionnait encore en 1935 et propulsait 2 litres d'eau par seconde 70 mètres plus haut en consommant plus de 6 mètres cubes par seconde pour faire tourner le moulin.  On y installa également une petite centrale électrique.  Actuellement, ce sont des pompes électriques qui amènent l'eau du Hoyoux pour les besoins du château (potager, etc.),.